# Scleria monticola
Scleria monticola là loài thực vật có hoa trong họ Cói. Loài này được Nelmes ex Napper miêu tả khoa học đầu tiên năm 1971.